# Richard Kilvington
Richard Kilvington (* ca. 1305; † 1361) foi um filósofo escolástico inglês da Universidade de Oxford. As obras suas que nos têm chegado são notas das classes que dava que têm chegado até nós, correspondentes à década de 1320 a 1330. Foi membro do Oriel College, de Oxford. Tomou parte na controvêrsia sobre a natureza do infinito, com Richard FitzRalph, do Balliol College.
Na década de 1340 trabalhou para Richard de Bury, bispo de Durham.